# Cristian Gómez (Fußballspieler, 1987)
Cristian Gómez, vollständiger Name Cristian César Gómez, (* 4. November 1987 in Rafaela, Argentinien; † 24. Mai 2015 in Corrientes, Argentinien) war ein argentinischer Fußballspieler.

## Karriere
Defensivakteur Gómez stand zu Beginn seiner Karriere 2004 in Reihen von Deportivo Mac Allister. Von 2007 bis 2009 folgte ein Engagement bei 9 de Julio Rafaela. 2009 war er sodann Spieler der All Boys de La Pampa. In den Spielzeiten 2009/10 und 2010/11 war er erneut für 9 de Julio Rafaela aktiv. In diesen beiden Saisons traf er fünfmal im Torneo Argentino A ins gegnerische Tor. Anfang August 2012 ist ein Wechsel von 9 de Julio zu Deportivo Armenio in die Primera B Metropolitana verzeichnet. Dort absolvierte er in den Spielzeiten 2012/13 und 2013/14 insgesamt 48 Ligaspiele und erzielte einen Treffer. Anfang Juli 2014 schloss er sich dem im Torneo Argentino A antretenden Klub Sportivo Patria an. Nach 14 Ligaeinsätzen ohne persönlichen Torerfolg setzte er ab Jahresanfang 2015 seine Karriere beim Zweitligisten Atlético Paraná fort. 14-mal wurde er in der Primera B Nacional aufgestellt. Einmal traf er ins gegnerische Tor. Am 24. Mai 2015 brach er in der 32. Spielminute des Ligaspiels seines Vereins Atlético Paraná gegen Boca Unidos de Corrientes zusammen und starb kurz darauf im Hospital Escuela von Corrientes.